# Mars 6
La Mars 6 (también llamada Marte 6) (en ruso: Марс-6) fue una sonda del programa espacial soviético lanzada el 5 de agosto de 1973 a las 17:45:48 UT desde Baikonur por un cohete Protón SL-12/D-1-e hacia el planeta Marte, en el marco del Programa Mars. La masa total en el lanzamiento de la sonda (con combustible) era de 3.260 kg.

## Desarrollo de la misión
El 13 de agosto de 1973 realizó una corrección de trayectoria. Alcanzó las inmediaciones del planeta a inicios de marzo de 1974, iniciando la misión. El 12 de marzo, cuando se encontraba a 48.000 km del mismo, se separó una sonda de descenso y aterrizaje de 635 kg, que entró en la atmósfera marciana hacia las 09:05:53 UT a una velocidad de 5,6 km/s, transmitiendo datos durante 224 segundos que indicaban una temperatura ambiente de -43° y una concentración de entre un 20% y un 30% de gases nobles en la atmósfera de Marte. El paracaídas del módulo se abrió a las 09:08:32 UT tras lo que la velocidad de descenso del mismo se redujo a 600 m/s mediante aerofrenado.
Se perdió el contacto con el módulo de descenso a las 09:11:05 UT, cerca del momento de encendido de los retrocohetes y de su toma de contacto con el suelo. Se calcula que aterrizó a 23,90° sur y entre 19,42° y 25° oeste a una velocidad prevista de 61 m/s, al nordeste de la Argyre Planitia, al sur de la región de Margaritifer Terra.
El módulo de sobrevuelo se situó en una órbita heliocéntrica de 1.01 x 1.67 UA, con una inclinación de 2,2 y un período de 567 días, tras aproximarse al planeta hasta una distancia de 1600 kilómetros (5 249 344 pies).

## Equipos del módulo de descenso
- Un telefotómetro panorámico destinado a obtener imágenes de la superficie.
- Sensores de la temperatura, presión, densidad y viento atmosférico.
- Un acelerómetro para medir la densidad atmosférica durante el descenso.
- Un espectrómetro para estimar la composición química atmosférica.
- Un altímetro.
- Un experimento para analizar la composición del suelo
- Sensores para estudiar las propiedades físicas del suelo.

## Equipos del módulo de sobrevuelo
- Un telefotómetro para obtener imágenes de Marte desde el espacio.
- Un sensor Lyman-Alpha para buscar hidrógeno en la atmósfera superior.
- Un magnetómetro.
- Un sensor electrostático de plasma para estudiar la interacción entre el viento solar y la atmósfera de Marte.
- Un sensor de rayos cósmicos.
- Un sensor de micrometeoritos.
- Un radiómetro para medir para medir las emisiones de radio.
- Un experimento de para examinar la atmósfera y la ionosfera.